# زباد النخيل البني
زباد النخيل البني أو زباد النخيل جردون (الاسم العلمي Paradoxurus jerdoni)، نوع من الزبادة المحيرة وفصيلة الزباديات وهو متوطن في غاتس الغربية. يتراوح وزن الجسم للذكور من 3.6 كجم إلى 4.3 كجم وطول الرأس والجسم من 430 ملم إلى 620 ملم وطول الذيل من 380 إلى 530 ملم.